# Лужицкий озёрный край

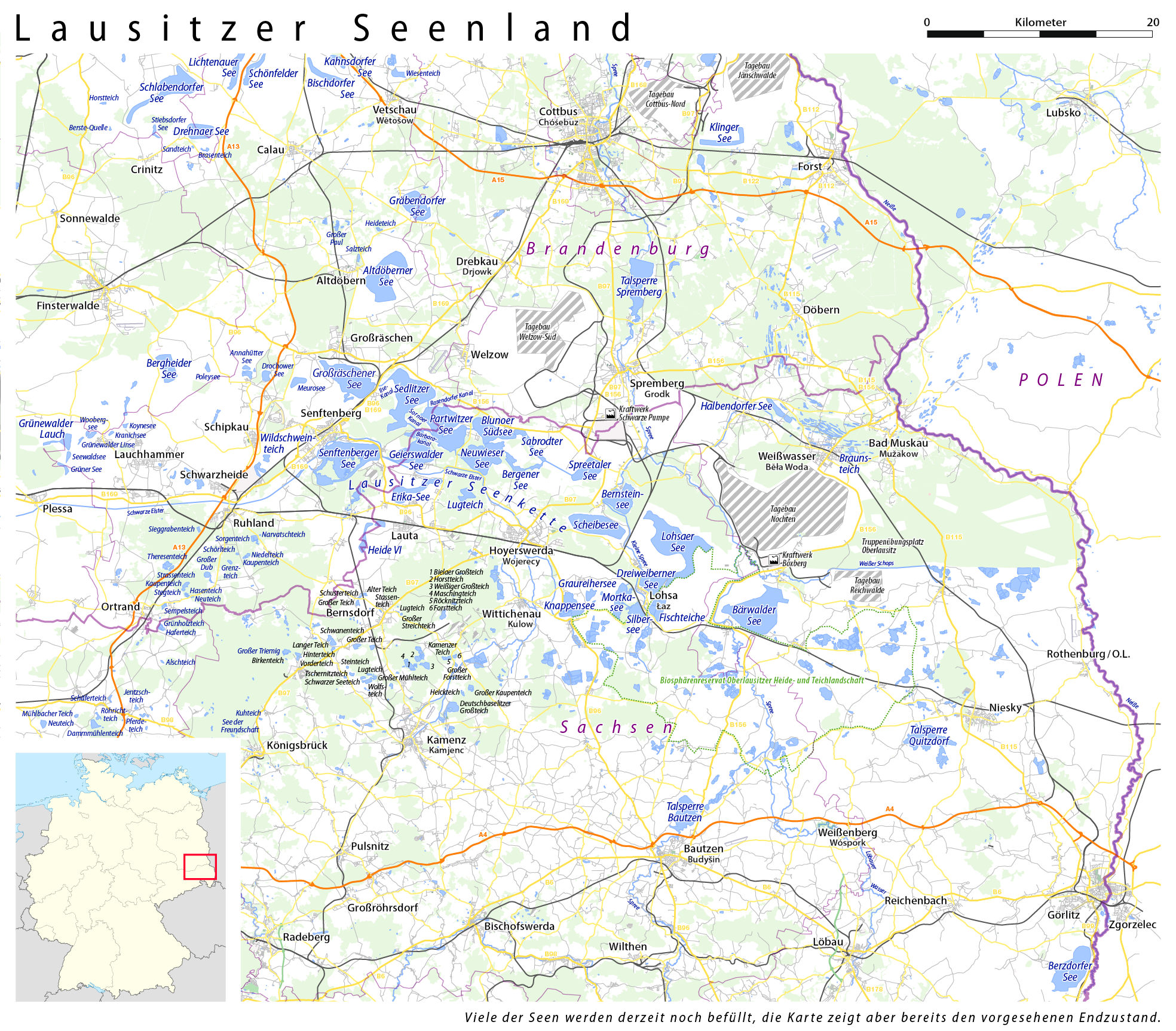

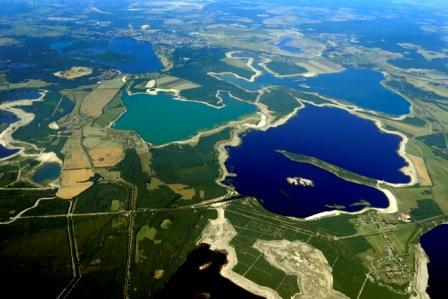

Лужицкий озёрный край (в.-луж. Łužiska jězorina, н.-луж. Łužyska jazorina, нем. Lausitzer Seenland) — наименование географического района в Германии, в котором находятся многочисленные искусственные озёра. Район находится в северо-восточной части федеральной земли Саксония и южной части федеральной земли Бранденбург. Водохранилища были созданы в результате государственной программы по регенерации закрытых шахт Лужицкого буроугольного бассейна.
В немецкой терминологии проводится различие между типологией озёр: термин «Seenland» (озёрный край) относится всецело к географическому объекту, в то время как термин «Seenkette» (цепь озёр) относится только к тем озёрам, которые связаны между собой судоходными каналами.

## География
Озёра находятся в районе проживания лужичан между городами Калау на севере в Бранденбурге и Гёрлиц на юге в Саксонии примерно с востока на запад на 80 километров и с севера на юг — на 40 километров. Самым известным и большим озером является Зенфтенбергер-Зе в районе Верхний Шпревальд-Лаузиц. Площадь этого озера составляет 1300 гектаров, что делает его самым большим искусственным водоёмом в Германии.

## История
Объединение Германии в 1871 году способствовало индустриализации страны, с конца XIX века район расположения искусственных озёр стал промышленным регионом по добыче бурого угля и производству электричества.
В августе 1955 года в окрестностях деревень Шпремберг и Хойерсверда началась промышленная разработка бурого угля.
В 1959 году программы рекультивации охватывали около четверти земель под буроугольными разработками (в это время было создано искусственное озеро Кнаппензее). В 1970 году в ГДР был принят закон о охране природы, в 1972 году - создано министерство охраны окружающей среды и водного хозяйства. В дальнейшем, работы по восстановлению природы активизировались. Было создано третье искусственное озеро - Зильберзее (ставшее объектом туризма и местом любительской рыбалки), в районе которого были высажены черешни. В 1978-1979 гг. начались подготовительные работы по превращению в четвёртое искусственное озеро ещё одного карьера (полное восстановление рекультивированных земель должно было произойти к 2010 году).
В результате полностью изменился окружающий природный пейзаж региона. Если ранее район представлял собой равнину, поросшую в диком состоянии вереском или находящимися здесь крупными промышленными разработками, то теперь стал обширным озёрным краем, по своему размеру сопоставимым с Мекленбургским поозёрьем на севере Германии или Мазурским поозёрьем в Польше.
После воссоединения Германии правительство приняло решение сократить разработку угольных месторождений и полностью прекратить добычу угля к 2020 году.

## Список озёр
В списке приведены немецкие наименования озёр. Русские названия озёр (в скобках) приведены по аналогии со серболужицкими наименованиями, имеющими официальное употребление в Лужицкой поселенческой области.

### Северные озёра в Бранденбурге
- Альтдёбернер-Зе (Стародарбнянское озеро)
- Аннахюттер-Зе
- Бергхайдер-Зе
- Бишдорфер-Зе
- Гребендорфер-Зе (Грабицанское озеро)
- Грюневальдер-Лаух (Зеленогозджанский-Луг)
- Дроховер-Зе
- Кансдорфер-Зе
- Клингер-Зе
- Котбусер-Остзе
- Лихтенауэр-Зе
- Полейзе
- Шёнфельдер-Зе
- Шлабендорфер-Зе (Хожищанское озеро)

### Средние озёра

#### Судоходные озёра
- Бергенер-Зе
- Блунэр-Зе (Южное Блунянское озеро)
- Гайерсвальдер-Зе (Лейнянское озеро)
- Гросрешенер-Зе (Ранское озеро)
- Забродтер-Зе (Забродское озеро)
- Зедлитцер-Зе (Седличанское озеро)
- Зенфтенбергер-Зе (Злокоморовское озеро)
- Нойвизер-Зе (Новолучанское озеро)
- Партвитцер-Зе (Парцовское озеро)
- Шпреталер-Зе (Спревинодольское озеро)

#### Другие озёра
- Вальбад-Хозена
- «Большая и Малая Каролина» — неофициальное название, в коммуне Габленц
- Кларазе
- Козельбрух-Зе
- Кортитцмюлер-Зе
- Лискауэр-Зе (Лазовское озеро)
- Лугтайх
- Мойрозе
- Торнэр-Тайх
- Феликсзе
- Хальбендорфер-Зе
- Цигельтайх
- «Четыре разноцветные озера» — неофициальное название, около деревни Горлитца коммуны Феликсзе
- Эриказе (озеро Эрика)

### Южные озёра (все в Саксонии)
- Бервальдер-Зе (Бервальдское озеро)
- Бернштайнзе (Янтарное озеро)
- Берцдойфер-Зе
- Граурайхерзе (озеро Чаплацы)
- Зумбертайх
- Драйвайбернерзе (Тшижонянское озеро)
- Кнаппензе (Горникечанское озеро)
- Зильберзе-Мортказе (Слеборное и Мортковское озёра)
- Шайбе-Зе (Шибойское озеро)
- Шпайхербекен-Лоза II